# Back to the Blues
Back to the Blues es el décimo cuarto álbum de estudio del guitarrista norirlandés de blues rock y hard rock Gary Moore, publicado en 2001 por el sello Sanctuary Records. Como su nombre lo indica marca un gran retorno al blues luego de algunos discos alejados de este, cuyo sonido es similar a los primeros discos de la década de los noventa, como Still Got the Blues y After Hours.
Obtuvo muy buenos puestos en las listas musicales principalmente de Europa, ocupando el lugar 53 en los UK Albums Chart del Reino Unido, por ejemplo. Mientras que en los Estados Unidos alcanzó la sexta posición en la lista Top Blues Albums.
Dentro del listado de canciones cuenta con algunos covers como «You Upset Me Baby» del guitarrista B.B. King, «Stormy Monday» del cantautor T-Bone Walker y «Looking Back» del estadounidense Johnny Watson.

## Lista de canciones
Todas las canciones escritas por Gary Moore, a menos que se indique lo contrario.

| N.º | Título                                   | Escritor(es)                       | Duración |  |
| 1.  | «Enough of the Blues»                    |                                    | 4:47     |  |
| 2.  | «You Upset Me Baby» (cover de B.B. King) | Saul Bihari, B.B. King, Jules Taub | 3:13     |  |
| 3.  | «Cold Black Night»                       |                                    | 4:18     |  |
| 4.  | «Stormy Monday» (cover de T-Bone Walker) | T-Bone Walker                      | 6:53     |  |
| 5.  | «I Ain't Got You»                        | Neil Carter                        | 2:53     |  |
| 6.  | «Picture of the Moon»                    |                                    | 7:14     |  |
| 7.  | «Looking Back» (cover de Johnny Watson)  | Johnny Watson                      | 2:19     |  |
| 8.  | «The Prophet»                            |                                    | 6:19     |  |
| 9.  | «How Many Lies»                          |                                    | 6:09     |  |
| 10. | «Drowning in Tears»                      |                                    | 9:20     |  |

## Músicos
- Gary Moore: voz, guitarra eléctrica y bajo
- Vic Martin: teclados
- Darrin Money: batería
- Frank Mead: saxofón
- Nick Payn: saxofón barítono y bajo adicional
- Nick Pentelow: saxofón tenor
- Slavisa Nikolic: guitarra adicional